# Marie Gabriela Lažanská z Bukové
Marie Gabriela hraběnka Lažanská z Bukové, rozená Černínová z Chudenic (23. dubna 1691 Vídeň – 21. července 1758 Manětín) byla česká šlechtična z rodu Lažanských z Bukové a poslední abatyše Ústavu šlechtičen u sv. Andělů v Praze na Novém Městě. Zasloužila se především o barokní rozkvět západočeského města Manětín.

## Život a činnost
Marie Gabriela byla jednou z dcer hraběte Tomáše Zachea Černína z Chudenic (1660–1700), majitele zámku Lnáře a Zuzany Renaty, rozené hraběnky Bořitové z Martinic (1670–1717). Vyrostla na císařském dvoře ve Vídni, kde její otec zastával funkci místokancléře České dvorské kanceláře. Díky úzkým kontaktům rodičů s panovnickou rodinou se také stala dvorní dámou císařovny Amálie Vilemíny Brunšvicko-Lüneburské, manželky císaře Josefa I. Marie Gabriela měla ještě dvě sestry, Marii Josefu (1695–1726), provdanou Küniglovou z Ehrenburgu a Marii Aloisii (1699–1716).
Dne 30. června 1707 byla na zámku Favorita provdána za hraběte Václava Josefa Lažanského z Bukové (1674–1715), majitele statků Manětín, Chříč či Všesulov a hejtmana Plzeňského kraje. Z manželství se narodily čtyři děti Maxmilián Václav (1710–1776), Karel Josef (1712–1750), Marie Anna (1713–1764), později vdaná Pellegrini a Marie Josefa (1715–1769), provdaná Pöttingová z Persingu. V roce 1711 prodal Václav Josef Lažanský své ženě manětínské panství. Když v roce 1715 zemřel, spravovala jeho statky pro své děti jako poručnice.

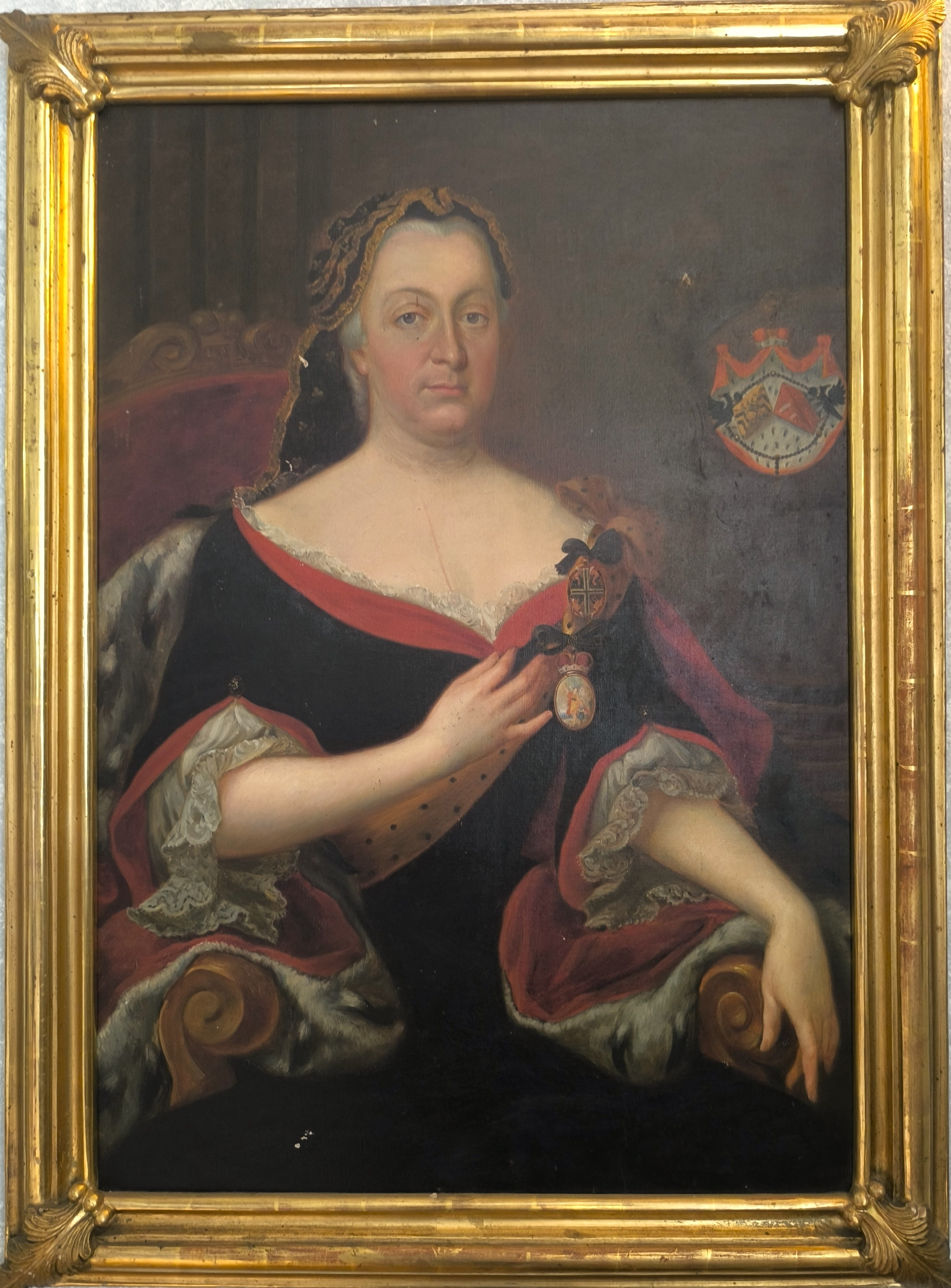
Marie Gabriela Lažanská jako abatyše novoměstského Ústavu šlechtičen, s Řádem hvězdového kříže, asi 1738

Rok po koupi panství celé město Manětín vyhořelo, částečně i zámek a Marie Gabriela se významným způsobem podílela na jeho obnově. Například v roce 1715 podepsala smlouvu s Petrem Brandlem o malbě obrazů pro kostel sv. Jana Křtitele. Panské sídlo pro ni navrhl architekt Tomáš Haffenecker, který předtím prováděl stavbu Clam-Gallasova paláce v Praze na Starém Městě podle projektu slavného Johanna Bernharda Fischera z Erlachu. Celé město dala vyzdobit sochami Štěpána Borovce a Josefa Herschera. Zaměstnávala i další významné umělce, jako například freskaře Františka Julia Luxe, portrétistu Filipa Christiana Bentuma nebo bratry Kosmu Damiána a Egida Quirina Asamovy. Výjimečným krokem bylo také požádání malíře Václava Dvořáka o portrétování jejího služebnictva. V letech 1715 až 1716 vznikl soubor 13 rozměrných pláten zachycující její personál v životní velikosti. Obrazy jsou dosud umístěny v manětínském zámku. Marie Gabriela Lažanská byla také vynikající hudebnicí: hrála na cembalo, zpívala a milovala operu. Vychovatelem jejích dětí byl skladatel Josef Antonín Plánický. Hraběnka byla také podporovatelkou Mauritia Vogta.
V letech 1738–1758 byla Madie Gabriela Lažanská druhou abatyší novoměstského ústavu šlechtičen u sv. Andělů v Praze.